# 蒂亚隆·切里
蒂亚隆·因特夫·谢夫伦·切里（荷蘭語：Tjaronn Inteff Chefren Chery；1988年6月4日—），是苏里南的職業足球運動員，司職攻擊中場，現效力於荷兰足球甲级联赛球會奈梅亨。

## 榮譽

### 球會
格羅寧根
- 荷蘭盃 (1): 2014–15

海法马卡比
- 以色列足球超级联赛 (1): 2020–21
- 以色列托托杯 (1): 2021–22
- 以色列超級盃 (1): 2021

## 外部連結
- Soccerway資料庫：蒂亚隆·切里
- Voetbal International profile （页面存档备份，存于） （荷兰文）